# Yaouri
Yaouri este o comună rurală din departamentul Matamey, regiunea Zinder, Niger, cu o populație de 24.793 de locuitori (2001).